# Liste der Einträge im National Register of Historic Places im Dallas County (Missouri)

Lage des Dallas County in Missouri

Die Liste der Einträge im National Register of Historic Places im Dallas County in Missouri führt die Bauwerke und historischen Stätten im Dallas County auf, die in das National Register of Historic Places aufgenommen wurden.

## Legende
| NRHP | Historic Place    |
| HD   | Historic District |

## Aktuelle Einträge
| [ 3 ] | Name                                                            | Bild                                                            | Eintragsdatum        | Lage                                           | Ort             | Beschreibung                 |
| ----- | --------------------------------------------------------------- | --------------------------------------------------------------- | -------------------- | ---------------------------------------------- | --------------- | ---------------------------- |
| 1     | Bennett Spring State Park Hatchery-Lodge Area Historic District | Bennett Spring State Park Hatchery-Lodge Area Historic District | 1985 ID-Nr. 85000504 | MO A64 37° 43′ 31″ N, 92° 51′ 24″ W            | Bennett Springs | Im Bennett Spring State Park |
| 2     | Bennett Spring State Park Shelter House and Water Gauge Station | Bennett Spring State Park Shelter House and Water Gauge Station | 1985 ID-Nr. 85000527 | Abseits der MO A64 37° 43′ 1″ N, 92° 51′ 27″ W | Bennett Springs | Im Bennett Spring State Park |